# Řitka
Řitka (en allemand : Ritka) est une commune du district de Prague-Ouest, dans la région de Bohême-Centrale, en République tchèque. Sa population s'élevait à 1 288 habitants en 2020.

## Géographie
Řitka se trouve à 4 km au nord-est de Mníšek pod Brdy, à 5 km au sud-est de Řevnice et à 23 km au sud-sud-ouest du centre de Prague.
La commune est limitée par Dobřichovice et Černolice au nord, par Líšnice à l'est, par Mníšek pod Brdy au sud et à l'ouest.

## Histoire
La première mention écrite de la localité date de 1310.

## Transports
Par la route, Řitka se trouve à 4,5 km de Mníšek pod Brdy, à 10 km de Řevnice et à 27 km du centre de Prague. La commune est desservie par l'autoroute D4, à laquelle un échangeur situé à la limite du territoire de la commune permet d'accéder.